# Ledra auditura
Ledra auditura är en insektsart som beskrevs av Walker 1858. Ledra auditura ingår i släktet Ledra och familjen dvärgstritar. Inga underarter finns listade i Catalogue of Life.